# Armalite AR-50
El ArmaLite AR-50 es un fusil monotiro de cerrojo para tiro al blanco y de francotirador fabricado por ArmaLite.

## Diseño
El fusil AR-50 utiliza su peso y un gran freno de boca acanalado para reducir el retroceso. Pesa aproximadamente 15,5 kg y es un fusil monotiro de cerrojo. Su cañón es grueso y rígido, para evitar que se doble.
Su cajón de mecanismos presenta el diseño octogonal de Armalite, que lo hace más resistente a la torsión. El cajón de mecanismos está unido a la culata en V, mientas que el cañón flota libremente encima del guardamanos. La culata de 3 piezas del AR-50 está hecha de aluminio y su parte delantera está extruida, así como una culata esquelética con carrillera desmontable y ajustable.
Este fusil fue actualizado como el modelo AR50-A1B, que tiene un cerrojo más ligero, un nuevo retén de cerrojo que puede accionarse manualmente para soltar el cerrojo y un freno de boca reforzado y más pesado. El AR50-A1B fue diseñado para disparos a larga distancia, utilizando principalmente el cartucho 12,7 x 99 OTAN.
El fusil es fabricado en varias configuraciones:
- AR-50A1B, dispara el cartucho estándar 12,7 x 99 OTAN
- AR50-A1BNM, dispara cartuchos 12,7 x 99 OTAN de competición
- AR50-A1B-416, dispara el cartucho .416 Barrett

## Galería

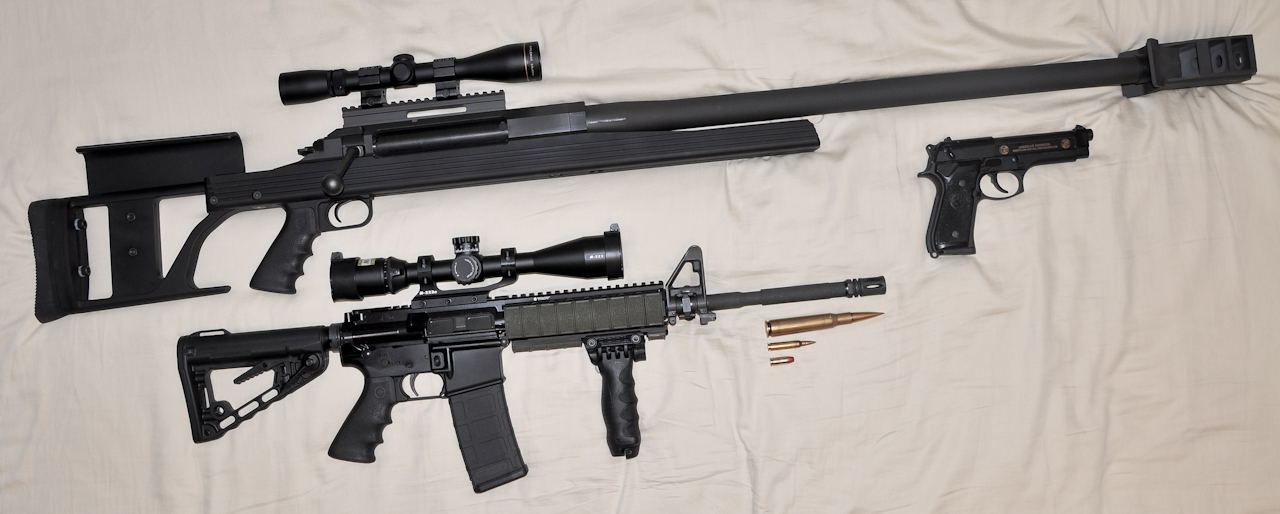
De arriba hacia abajo: ArmaLite AR-50, Beretta 92 y carabina M4.
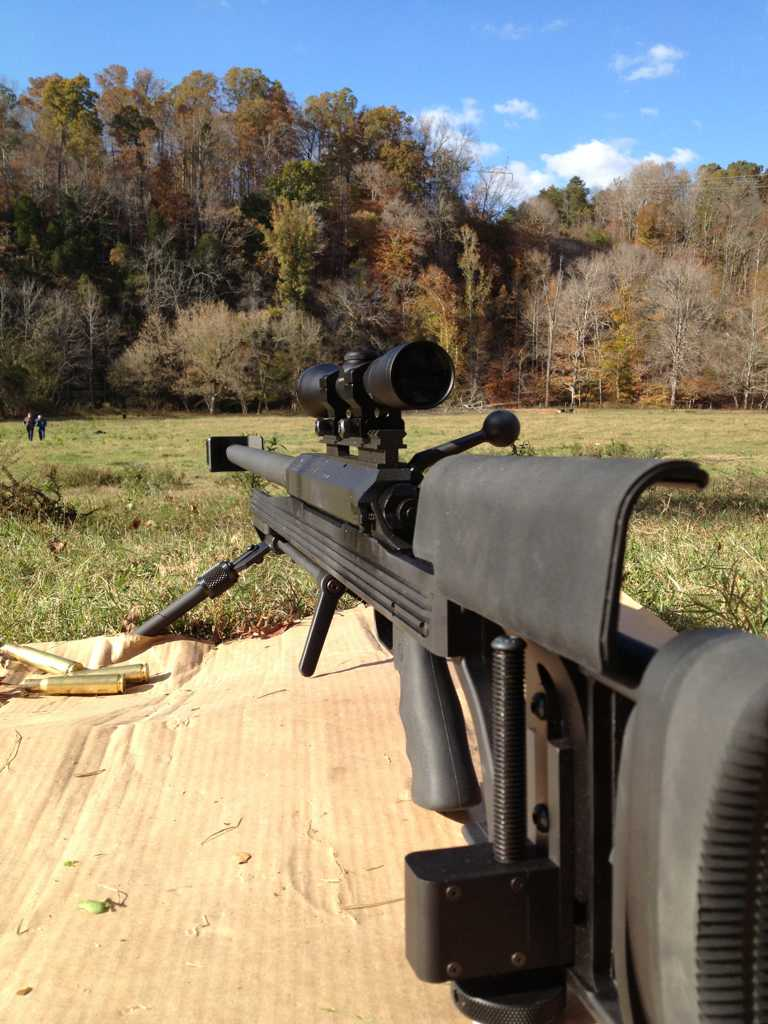
Vista posterior de un AR-50.
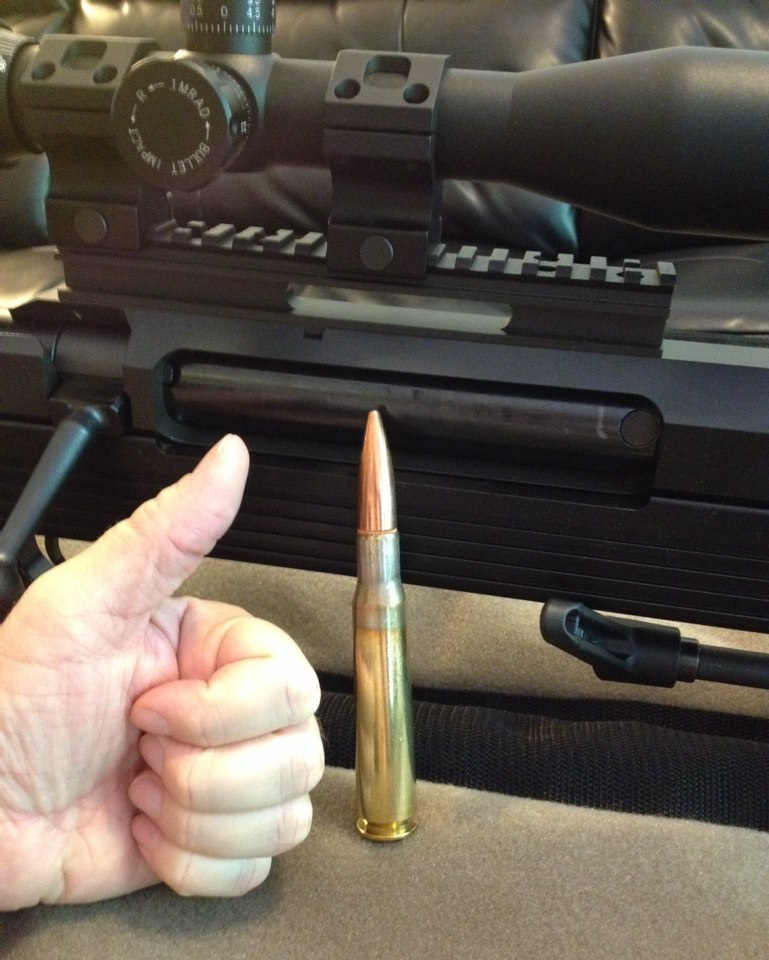
Acercamiento del cerrojo de un AR-50 y un cartucho 12,7 x 99 OTAN.